# Vila Nova de Foz Côa
Vila Nova de Foz Côa is een gemeente in het Portugese district Guarda.
De gemeente heeft een totale oppervlakte van 398 km² en telde 8494 inwoners in 2001. Op het grondgebied van de gemeente bevindt zich de beroemde prehistorische rotskunst in de Coa Vallei en de Siega Verde

## Plaatsen in de gemeente
| - Almendra - Castelo Melhor - Cedovim - Chãs - Custóias - Freixo de Numão - Horta - Mós - Murça - Muxagata | - Numão - Santa Comba - Santo Amaro - Sebadelhe - Seixas - Touça - Vila Nova de Foz Côa |